# Pismo manipuri
Pismo manipuri (manipuri: meitei mayek) – alfabet sylabiczny wywodzący się z brahmi, używany do XVIII w. do zapisywania języka manipuri (meithei) w północno-wschodnich Indiach. Po spaleniu większości tekstów na początku XVIII w. przez króla Pamheibę w późniejszym okresie stosowano pismo bengalskie, lecz ostatnio czyni się wysiłki na rzecz przywrócenia do życia tego alfabetu. 